# Lionel Shriver
Margaret Ann "Lionel" Shriver (Gastonia, 18 mei 1957) is een Amerikaanse schrijfster en journaliste. Ze woont in Portugal, zonder geldig verblijfsrecht.
Haar roman "Laten we het even over Kevin hebben"  won in 2005 de Orange Prize for Fiction.

## Biografie
Shriver werd geboren als Margaret Ann Shriver in Gastonia (North Carolina) en komt uit een zeer religieus gezin, waar ethiek boven alles stond.   
Haar vader, Donald, was presbyteriaanse predikant. Hij werd later hoogleraar sociale ethiek en voorzitter van de "Union Theological Seminary New York". Haar moeder was aanvankelijk huisvrouw, maar ging later werken bij de "National Council on Churches".
Shriver was de middelste van drie kinderen, met een oudere broer, Greg, die later gestorven is aan een eetstoornis, en een jongere broer.   
Op 15-jarige leeftijd veranderde Shriver haar voornaam van Margaret Ann naar Lionel, omdat ze als tomboy vond dat een mannelijke naam beter bij haar paste. Ze studeerde Engels en Russisch aan het Barnard College van Columbia University.
In New York voorzag ze in haar levensonderhoud als manager van een cateringbedrijf en daarna met het geven van cursussen Engels. Later werd ze journalist voor The Economist en The Guardian, waardoor ze als correspondente in verschillende landen ging wonen. Ze  woonde 12 jaar als correspondent in Belfast, met daartussen verblijven in Israël, Nairobi, Bangkok. Ze volgde een opleiding voor siersmid.
Rond haar 35ste ging ze samenwonen met een non-fictieschrijver. Die relatie zou 10 jaar duren. In 2003 trouwde ze met jazzdrummer Jeff Williams. Ze wonen in Bermondsey, Londen. Zij bleef bewust kinderloos, maar zocht de controverse op met een artikel in 2005 in de Guardian, waarin ze het moederschap juist ging aanbevelen.

## Romanschrijfster
In haar romans zoekt Shriver op een vaak humoristische wijze de controverse op. In elke roman staan één of meer maatschappijkritische thema's centraal. In de romans van Shriver is er geen plaats voor personages met een traditioneel sympathiek karakter.
Ze publiceerde haar eerste roman in 1987 toen ze 30 was. In de vijf jaar die volgden publiceerde ze nog vijf romans. Hoewel ze telkens goede kritiek kreeg was er nauwelijks verkoop en voelde ze zich een mislukte schrijfster. In 2003 brak ze door met haar controversiële roman: "We moeten het eens over Kevin hebben", die aanvankelijk door dertig uitgevers werd geweigerd. Ze ontving de Orange Prize in 2005. Het boek gaat over de moeder van een kind dat een massamoord in een school pleegt. Het veroorzaakte veel controverse en behaalde succes door mond-tot-mondreclame. De roman werd in 2011 verfilmd onder de titel We Need to Talk About Kevin met Tilda Swinton en Ezra Miller als hoofdrolspelers. Na het verschijnen van deze roman verwierf Shriver de status van succesvolle auteur en bracht bijna jaarlijks een nieuwe roman uit. 

## Columniste
Shriver was journaliste bij The Wall Street Journal, de Financial Times, The New York Times, The Economist, Harper's. Zij was ook actief voor het programma Talkback van Radio Ulster.
In juli 2005 begon Shriver controversiële columns te schrijven voor The Guardian, onder andere over het moederschap in de westerse samenleving, "de kleinzieligheid van de Britse regeringsautoriteiten" en het belang van bibliotheken.
Shriver schrijft momenteel voor The Spectator en levert af en toe een opiniebijdrage in The Times. 

## Controversieel activiste
Shriver bekritiseerde het Amerikaanse gezondheidssysteem in een interview in mei 2010 tijdens het Sydney Writers' Festival in Australië.
Als centrale spreker op het Brisbane Writers 'Festival in 2016 hield Shriver een controversiële toespraak waarin ze kritisch stond tegenover het concept van culturele toe-eigening. Dit leidde er toe dat het festival de banden met Shriver verbrak en publiekelijk haar standpunt verloochende. Shriver was eerder dat jaar reeds bekritiseerd wegens de weergave van Latino's en Afro-Amerikanen in haar boek The Mandibles. Dit boek werd door een criticus in The Washington Post beschreven als racistisch en door een andere op Vox als politiek misleidend.In haar toespraak op het Writers' Festival betwistte Shriver deze kritiek en stelde dat schrijvers het recht zouden moeten hebben om te schrijven vanuit elk perspectief, ras, geslacht of achtergrond die ze kiezen.
In juni 2018 bekritiseerde ze een poging van de uitgeverij Penguin Random House om haar auteurs te diversifiëren, zodat ze een betere afspiegeling van de bevolking zouden zijn. Als gevolg van haar opmerkingen werd Shriver geschrapt uit een wedstrijdjury van het tijdschrift Mslexia.
Shriver uitte haar verzet tegen woke en identiteitspolitiek in een interview met The Evening Standard in 2021. Ze verklaarde dat ze dat niet deed op basis van het principe, maar wegens hun methode: "schelden, het zwijgen opleggen en wraakzucht".
In een artikel uit 2021 Shriver toonde ze zich als een vurige tegenstander van migratie naar het Verenigd Koninkrijk.
Nog in 2021 stelde ze zich kritisch op tegen de Covid19-vaccinaties.
In een artikel uit 2022 in The Times betoogde ze dat "Poetin de oorlog tegen Oekraïne verdedigt als een "strijd tegen het hele geestelijk verdorven Westen" en daarvoor steunt krijgt van zijn volk, wat het Westen niet wil inzien.  In een interview met De Evening Standard in 2023 verklaarde ze dat er geen vrijheid van mening meer is in het Verenigd Koninkrijk.
Shriver is beschermvrouw van het Britse "Population Matters" en steunde de Brexit.

## Boeken
|      |                                             |                                                   |
| Jaar | Originele titel                             | Nederlandse Vertaling                             |
| 1987 | The Female of the Species                   |                                                   |
| 1988 | Checker and the Derailleurs                 |                                                   |
| 1990 | The Bleeding Heart                          |                                                   |
| 1992 | Ordinary Decent Criminals                   |                                                   |
| 1994 | Game Control                                |                                                   |
| 1996 | A Perfectly Good Family                     |                                                   |
| 1997 | Double Fault                                |                                                   |
| 2003 | We Need to Talk About Kevin                 | We moeten het eens over Kevin hebben              |
| 2007 | The Post-Birthday World                     | De wereld na zijn verjaardag                      |
| 2009 | Long Time, No See (kort verhaal)            |                                                   |
| 2010 | So Much for That                            | Dat was het dan                                   |
| 2012 | The New Republic                            | De nieuwe Republiek                               |
| 2013 | Big Brother: A Novel                        | Bigh Brother                                      |
| 2016 | The Mandibles                               | De Mandibles                                      |
| 2017 | The Standing Chandelier                     |                                                   |
| 2018 | Property                                    | Bezit                                             |
| 2020 | The Motion of the Body Through Space        | De weg van de meeste weerstand                    |
| 2021 | Should We Stay or Should We Go              | Tot de dood ons scheidt                           |
| 2022 | Abominations (Selected Essays) (non-fictie) | Tegendraads (selectie van artikelen) (non fictie) |
| 2024 | Mania                                       | Waanzin                                           |